# Назіров Бахтовар Бахиржанович
Назіров Бахтовар Бахиржанович (рос. Назиров Бахтовар Бахиржанович; 16 травня 1994, Лангепас, Ханти-Мансійський автономний округ — Югра) — російський боксер, чемпіон Європейських ігор.

## Аматорська кар'єра
У 2013 та 2014 роках Бахтовар Назіров завоював золоту медаль на чемпіонаті Росії до 22 років.
На Європейських іграх 2015 в категорії до 56 кг здобув п'ять перемог і став чемпіоном.
- В 1/16 фіналу переміг Курта Волкера (Ірландія) — 2-1
- В 1/8 фіналу переміг В'ячеслава Гожан (Молдова) — 3-0
- У чвертьфіналі переміг Рікардо Д'Андреа (Італія) — 3-0
- У півфіналі переміг Тайфура Алієва (Азербайджан) — 2-1
- У фіналі переміг Дмитра Асанова (Білорусь) — 2-1

На чемпіонаті світу 2015 програв у першому бою Енді Круз Гомесу (Куба).
Тричі (2016, 2017, 2018) Бахтовар Назіров ставав чемпіоном Росії.
На чемпіонаті Європи 2017 програв у першому бою.
На Європейських іграх 2019 програв у першому бою.